# Trapeziidae
Trapeziidae (лат.) — семейство десятиногих раков из инфраотряда крабов (Brachyura). Представители семейства характеризуются тесными симбиотическими взаимоотношениями со стрекающими, в частности склерактиниевыми кораллами. Большинство видов типового рода Trapezia специфичны для рифообразующих кораллов из рода Pocillopora. Распространены в Индо-Тихоокеанском регионе.

## Описание

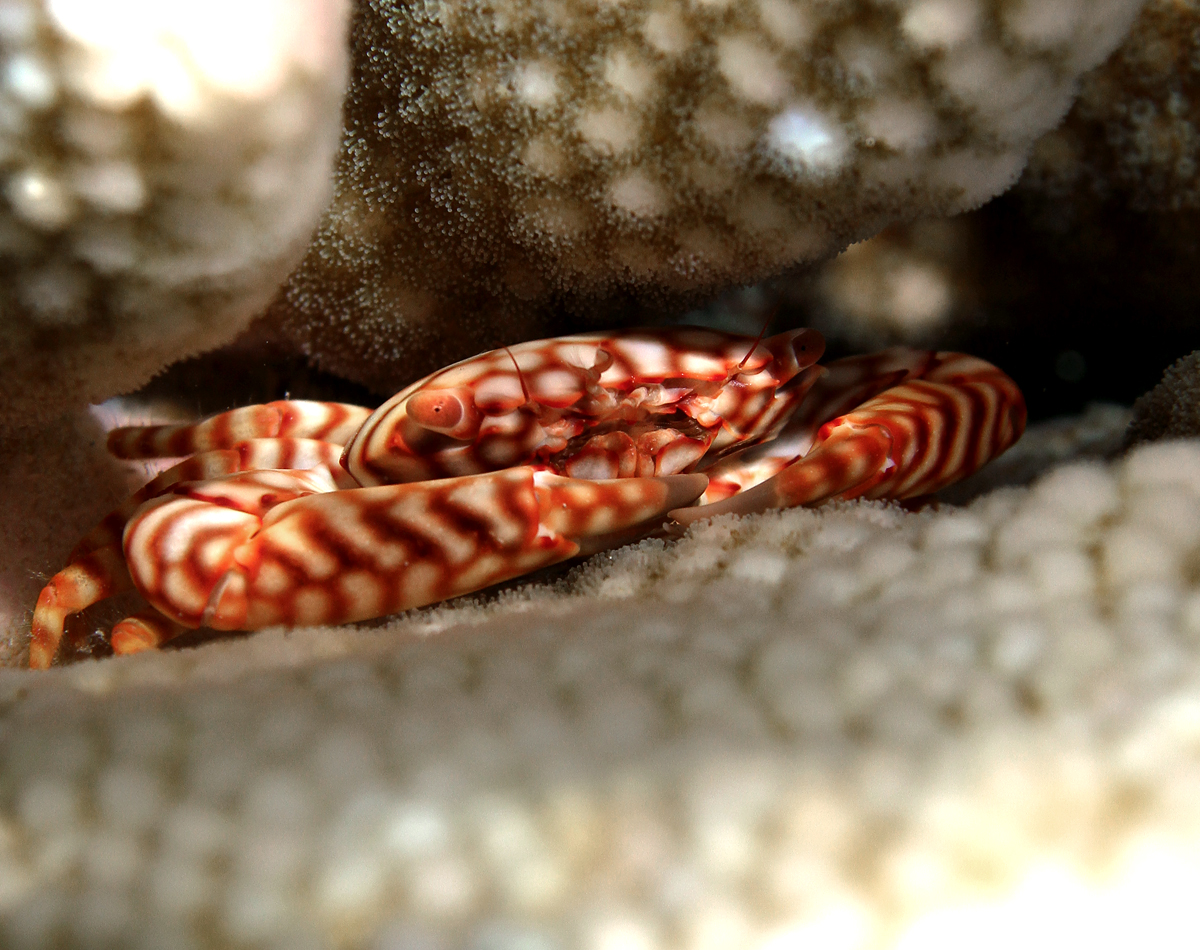
Trapezia flavopunctata в укрытии на коралле Pocillopora eydouxi

Карапакс трапециевидной или поперечно-яйцевидной формы, 6- или 8-угольный. Его задний край немногим уже переднего, фронтальный край прямой или почти прямой, спинная поверхность гладкая. Клешни крупные относительно размеров карапакса. Определение видов облегчается яркой окраской животных. Ранее в состав семейства также включались виды похожего семейства Tetraliidae, однако позже было выявлено, что сходство носит конвергентный характер.

## Образ жизни
Представители семейства вступают во взаимовыгодные симбиотические взаимоотношения с рифообразующими кораллами. Кораллы предоставляют крабам убежище, помимо этого крабы питаются выделяемой кораллом слизью и оседающим на неё детритом. Взамен крабы данного семейства защищают хозяев от хищников, таких как морская звезда терновый венец. Кроме того, очищаемые крабами от осадка кораллы демонстрируют лучшую выживаемость.
Взрослые крабы живут в разнополых парах с выраженной территориальностью. Обычно на одной коралловой колонии проживает одна пара крабов, однако на крупных колониях возможно встретить большее число.

## Таксономия
Согласно World Register of Marine Species, в состав семейства входят следующие подсемейства и роды:
- Calocarcininae Stevcic, 2005
  - Calocarcinus Calman, 1909
  - Philippicarcinus Garth et Kim, 1983
  - Sphenomerides Rathbun, 1897
- Quadrellinae Stevcic, 2005
  - Hexagonalia Galil, 1986
  - Hexagonaloides Komai, Higashiji & Castro, 2010
  - Quadrella Dana, 1851
- Trapeziinae Miers, 1886
  - Trapezia[англ.] Latreille, 1828